# Montevago
Montevago (szicíliaiul Muntivagu, vagy Muntivau) település Olaszországban, Szicília régióban, Agrigento megyében. Lakosainak száma 2695 fő (2023. január 1.). Montevago Menfi, Partanna, Salaparuta, Santa Margherita di Belice és Castelvetrano községekkel határos.

## Népesség
A település lakossága az elmúlt években az alábbi módon változott:
| Lakosok száma | 3002 | 2950 | 2695 |
|               | 2017 | 2018 | 2023 |